# Lambdina flagitiaria
Lambdina flagitiaria är en fjärilsart som beskrevs av Achille Guenée 1858. Lambdina flagitiaria ingår i släktet Lambdina och familjen mätare. Inga underarter finns listade i Catalogue of Life.